# Virginia Slims of San Diego 1985
Virginia Slims of San Diego 1985 — жіночий тенісний турнір, що проходив на відкритих кортах з твердим покриттям San Diego Hilton Beach & Tennis Resort у Сан-Дієго (США). Належав до Світової чемпіонської серії Вірджинії Слімс 1985. Відбувсь усьоме і тривав з 22 квітня до 28 квітня 1985 року. Несіяна Аннабел Крофт здобула титул в одиночному розряді.

## Фінальна частина

### Одиночний розряд
Аннабел Крофт —  Венді Тернбулл 6–0, 7–6(7–5)
- Для Крофт це був єдиний титул за кар'єру.

### Парний розряд
Кенді Рейнолдс /  Венді Тернбулл —  Розалін Феербенк /  Сьюзен Лео 6–4, 6–0